# اروس دی سانتیس
اروس دی سانتیس (انگلیسی: Eros De Santis؛ زادهٔ ۳۰ اکتبر ۱۹۹۷) بازیکن فوتبال است.
از باشگاه‌هایی که در آن بازی کرده‌است می‌توان به باشگاه فوتبال آ.اس. رم و باشگاه فوتبال روبور سیه‌نا اشاره کرد.